# 쉬수화 (1973년)
쉬수화(중국어 정체자: 許淑華, 병음: Xû Shúhúa, 한자음: 허숙화,  1973년 5월 22일~)는 중화민국의 정치인으로 제10~14대 타이베이시의회의원이다. 